# NGC 1532
NGC 1532 (другие обозначения — ESO 359-27, MCG −5-11-2, AM 0410-330, AM 0410-325, IRAS04102-3259, PGC 14638) — спиральная галактика с перемычкой (SBb) в созвездии Эридан.
Галактика была открыта Джеймсом Данлопом 29 октября 1826 года.
В галактике вспыхнула сверхновая SN 1981A. Её пиковая видимая звёздная величина составила 13,5.
Этот объект входит в число перечисленных в оригинальной редакции «Нового общего каталога».
Эта галактика одна из немногих, которая наблюдается с ребра и в ней хорошо различима перемычка в виде коробки.
Галактика взаимодействует с неправильной карликовой галактикой NGC 1531. В результате приливного взаимодействия образовались необычные шлейфы над диском NGC 1532.
Также у галактики есть несколько карликовых галактик-спутников. Сама же она входит в крупное скопление Печи.
Галактика NGC 1532 входит в состав группы галактик NGC 1532. Помимо NGC 1532 в группу также входят NGC 1531, NGC 1537, IC 2040, IC 2041, ESO 359-29, ESO 420-6 и ESO 420-9.